# 查嗣庭
查嗣庭（1664—1727年），字潤木，號橫浦，浙江海寧袁花人。
查嗣庭為查慎行之弟（金庸――查良鏞的祖先），康熙四十五年（1706年）中進士，選庶吉士，散館授翰林院编修。雍正元年，由隆科多荐举，授内阁学士，又受蔡珽薦舉，兼礼部侍郎衔。
雍正四年（1726年），任江西鄉試正考官，考題第一題是「君子不以言舉人，不以人廢言」，第二題「正大而天地之情可見矣」；第三題「其旨遠其辭文」；第四題「百室盈止婦子寧止」，试题中先有“正”，后有“止”字，如同汪景祺《历代年号论》“一止之象”的說法。民間傳說他以“維民所止”為題，此句出自《詩經·商頌·玄鳥》﹕“邦畿千里，維民所止。”，卻被舉發“维止”二字，意在取“雍正”二字去其首。查嗣庭被捕入狱，又在家中被抄出《維止錄》，所載“狂妄悖逆”之語，雍正五年（1727年）五月戊午死於獄中，仍被戮尸枭示。

## 辯誤
後代有人查證指出，有官員去搜查查嗣庭的文稿書籍，發現他寫了一本「維止論」，內容全是子虛烏有的宮廷之事，還有許多對康熙帝怨恨訕謗的文章與日記。除此之外，他又作了「飛蝗蔽天」等造謠生事的記事，再深入徹查之下，發現他與諸王之間有密切的往來，是朋黨的一員，所以查嗣庭是因為朋黨而下獄的。後來民間的傳說偏離史實，將查嗣庭案說成雍正朝的文字獄，然而事實上查嗣庭入獄後在雍正五年五月病死獄中，他是因為朋黨而獲罪，而且他也沒有出過「維民所止」這樣的考題。

## 家庭
- 长兄查慎行
- 二兄查嗣瑮
- 妻陳氏
- 妻許氏
- 妻史氏